# Libido
Libido (del latín libīdo ‘deseo, pulsión’ y en sentido estricto ‘lascivia’) es un término que se usa en medicina y psicoanálisis de manera general para denominar al deseo sexual de una persona. Como comportamiento sexual, la libido ocuparía la fase apetitiva en la cual un individuo trata de acceder a una pareja potencial mediante el desarrollo de ciertas pautas etológicas. No obstante, existen definiciones más técnicas del concepto, como las encontradas en las obras de Sigmund Freud y Carl Gustav Jung que hacen referencia a la fuerza o energía psíquica. Estos autores vinculan la energía libidinal, respectivamente, a las pulsiones y a su carácter eminentemente sexual como meta primaria (Freud) o a una energía mental indeterminada que mueve el desarrollo personal general de un individuo (Jung). Sigmund Freud, a su vez, habría tomado el término de Albert Moll, quien lo utilizó en 1898 en la obra Untersuchungen über die Libido sexualis [«Investigaciones acerca de la Libido sexualis»].

## En medicina
En medicina, el término libido se aplica para designar específicamente el deseo sexual. La mayoría de los médicos, psicólogos y psiquiatras consideran que un nivel de libido inferior a lo «normal» representa una patología. El criterio que más comúnmente se aplica es el de atribuir la disminución de la libido a algún trastorno emocional, considerándola con frecuencia un síntoma de cuadros o trastornos afectivos de corte depresivo.

## En psicoanálisis y psicología analítica

### Según Freud
Libido es también un concepto descrito en la teoría psicoanalítica de Sigmund Freud. Se refiere a la energía de la pulsión, o más propiamente, al afecto ligado a la transformación energética de las pulsiones, cuya meta original sería siempre sexual (si bien puede ser «desexualizada» secundariamente, lo que implicaría inexorablemente renuncia o compromiso y un esfuerzo para canalizarla de manera diversa). La mente es un sistema cuyo equilibrio resulta del conflicto entre tendencias o instancias opuestas: se trata de fuerzas o pulsiones (‘energía psíquica profunda que orienta el comportamiento hacia un fin y se descarga al conseguirlo’). Esta energía que opera en la dialéctica interna de la psique se la llama libido.
Desde la óptica freudiana (del psicoanálisis clásico), la libido es el afecto que se encuentra ligado a determinada pulsión: en el primer marco teórico que regía hasta 1914, la energía de las pulsiones sexuales; después de 1915, pero aún en el marco de la «primera tópica» (hasta 1920), es la energía tanto de las pulsiones sexuales como de las pulsiones yoicas; y en el tercer marco teórico (la segunda tópica, a partir de 1920), este término es transformado en Eros. Si bien los trabajos iniciales de Freud la definieron desde un punto de vista únicamente sexual, sus últimas obras reconsideraron este concepto y lo ampliaron, aplicándolo no sólo a ese ámbito, sino también a la energía productiva y vital de todo ser humano.[cita requerida]
En Esquema del psicoanálisis (1940 [1938]), Freud sostiene que la libido, cuyo monto íntegro se concentra al principio sobre el yo, es luego utilizada para investir o catectizar representaciones de objeto, lo cual supone una superación de la etapa narcisista y la trasposición de libido narcisista en libido de objeto. Sin embargo, el yo seguirá cumpliendo la función de almacenarla: de él partirán las nuevas investiduras objetales y a él regresarán cuando un objeto sea resignado o desinvestido. Se requerirá del más profundo enamoramiento para que el componente objetal se granjee para sí la mayor parte de esta energía en perjuicio del yo. Freud destaca la naturaleza móvil de la libido, que es cedida de un objeto a otro e incluso al propio yo, considerado por el psicoanálisis como un objeto más. Tal movilidad, sin embargo, dista de ser absoluta dado que la libido muestra una tendencia contrapuesta a permanecer fijada a ciertos objetos, constatándose fijaciones que pueden durar toda la vida.
Para Freud, la libido tiene origen somático y es reconducida al yo desde numerosas partes del cuerpo, lo cual puede apreciarse con mayor facilidad en el caso de aquella porción de la libido que se exterioriza como excitación sexual. Si bien el autor reconoce la existencia de regiones somáticas cuya contribución libidinal es más importante ―y que son llamadas zonas erógenas―, ninguna parte de aquel se encuentra excluida de la propiedad de la erogeneidad: “en verdad el cuerpo íntegro es una zona erógena tal.” La función sexual ―que en psicoanálisis no coincide con Eros, sino que se subsume a él como uno de sus elementos― habría permitido realizar los principales descubrimientos sobre los que se desarrolló la teoría de la libido, que establece que una pulsión sexual más o menos integrada tendría por antecesor en la ontogenia individual cierto número de tendencias pulsionales fragmentarias, adscrita cada una de ellas a una u otra zona erógena.

### Según Jung
Para el psiquiatra y psicólogo Carl Gustav Jung la naturaleza de la libido representó uno de los primeros puntos de sus discrepancias con Freud. En desacuerdo con el carácter eminentemente sexual enfatizó una energía vital amplia e indiferenciada, se trataría de una «energía psíquica indiferenciada», el «élan vital de Bergson», no atada a un sustrato biologicista (Freud).
A la hora de explicar el funcionamiento de la energía psíquica propondrá tres ideas básicas derivadas de la física:
- Principio de los opuestos. Principio omnipresente en todo el sistema junguiano, del mismo modo que existen opuestos o polaridades en la energía física (calor/frío, altura/profundidad, creación/deterioro), lo mismo acontece con la energía psíquica. Es precisamente este conflicto entre polaridades el principal motivador del comportamiento y generador de energía. Dicho de otro modo, a mayor conflicto entre opuestos mayor energía psíquica, no hay energía sin oposición.

- Principio de equivalencia. Jung aplicará a todo acontecer psíquico el principio físico de la conservación de la energía, es decir, la energía no puede crearse ni destruirse, solo se puede cambiar de una forma a otra. Tal y como lo describe citando a Ludwig Busse,[13]

La suma total de la energía no varía y no puede aumentar ni disminuir.

Con lo cual, siempre se produce una continua redistribución de la energía dentro de la personalidad. Si la energía gastada o invertida en originar alguna condición se debilita o desaparece, esta no se pierde, sino que es transferida a otra parte de la psique.

Toda energía invertida o consumida para lograr un efecto determinado provoca la aparición de la misma cantidad de esa o de otra forma de energía en otro punto.

Así, la pérdida de interés en una persona genera que la energía psíquica antes invertida en esa área cambie a una nueva, o que se produzca un intercambio energético entre la actividad consciente de vigilia y la onírica inconsciente al dormir. Dicha nueva área ha de tener un valor psíquico equivalente, sino el exceso de energía fluirá al inconsciente.
- Principio de entropía. En física el principio de entropía alude a la igualación de las diferencias de energía. Por ejemplo, tendencia al equilibrio térmico al unir dos cuerpos a diferente temperatura. Aplicando idéntica ley a la energía psíquica Jung propuso la existencia de una tendencia al balance o equilibrio dentro de la personalidad. Así, si existen dos deseos de diferente intensidad o valor psíquico, la energía fluirá del más intenso al más débil.

Según la ley física de la entropía, la energía fluye de niveles más altos a niveles más bajos hacia estados más probables de intensidad.

La distribución equitativa de energía psíquica en toda la personalidad nunca se alcanza, dado que si fuera así, este tercer principio, el principio de entropía, entraría en contradicción con el primer principio, o principio de los opuestos. Un equilibrio excesivo evitaría el conflicto entre opuestos, fuente de la energía.
Son así mismo de vital importancia los términos regresión y progresión de la libido, haciendo referencia a la dirección del movimiento de la energía, así como la función del símbolo, emergido de la base arquetípica de la personalidad, es decir, lo inconsciente colectivo, como gran organizador y transformador de la libido, a diferencia del concepto psicoanalítico de sublimación sustitutiva.

## Perspectivas biológicas

### Compuestos endógenos
La libido se rige principalmente por la actividad en la vía mesolímbica de la dopamina (área tegmental ventral y núcleo accumbens). En consecuencia, la dopamina y las aminas traza relacionadas (principalmente la fenetilamina) que modulan la neurotransmisión dopaminérgica desempeñan un papel fundamental en la regulación de la libido.
Otros neurotransmisores, neuropéptidos y hormonas sexuales que afectan al deseo sexual modulando la actividad en esta vía o actuando sobre ella son:
- Testosterona[18] (directamente correlacionada) - y otros andrógenos[20][21][22][23]
- Estrógeno[18] (directamente correlacionado) - y hormonas sexuales femeninas relacionadas[24][25][26][27][28]
- Progesterona[27] (correlación inversa)
- Oxitocina[29] (directamente correlacionada)
- Serotonina[30][31][32] (correlación inversa)
- Norepinefrina[30] (directamente correlacionada)
- Acetilcolina[33]

## Errores comunes sobre el término libido
Según el diccionario de la Real Academia Española, la palabra debe pronunciarse como llana (li bi do) y no como esdrújula (lí bido) porque deriva del latín libído, con i: larga. La pronunciación extendida, aunque incorrecta líbido, probablemente se deba a la influencia de la palabra lívido (que no tiene relación semántica con el concepto y que significa «amoratado» o  «pálido»).
Igualmente erróneo es el artículo singular masculino el («el libido»), puesto que se trata de un sustantivo de género femenino, lo correcto es «la libido».